# Marpissa tigrina
Marpissa tigrina är en spindelart som beskrevs av Benoy Krishna Tikader 1965. Marpissa tigrina ingår i släktet Marpissa och familjen hoppspindlar. Inga underarter finns listade i Catalogue of Life.